# Ali Doraghi
Ali Doraghi (in persiano علی دورقی‎; Ahvaz, 20 settembre 1984) è un cestista iraniano.

## Carriera
Con l'Iran ha disputato i Giochi olimpici di Pechino 2008 e due edizioni dei Campionati asiatici (2007, 2009).